# Silvicultura

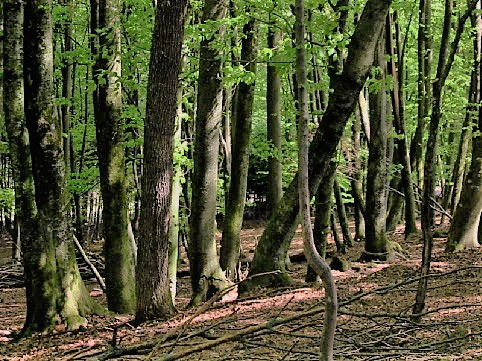
Mata na Eslovénia

Silvicultura é a ciência dedicada ao estudo dos métodos naturais e artificiais de regenerar e melhorar os povoamentos florestais com vistas a satisfazer as necessidades do mercado e, ao mesmo tempo, aplicação desse estudo para a manutenção, o aproveitamento e o uso racional das florestas.
A silvicultura também está relacionada à cultura madeireira. O manejo de uma área de silvicultura exige a participação de técnicos de várias áreas.
Busca ainda auxiliar na recuperação das florestas através do plantio de mudas, preferencialmente de caráter regional, de forma a ampliar as possibilidades de manutenção dos biomas locais visando à recuperação de recursos hídricos e manutenção da biodiversidade, de forma a aumentar a eficiência do processo.

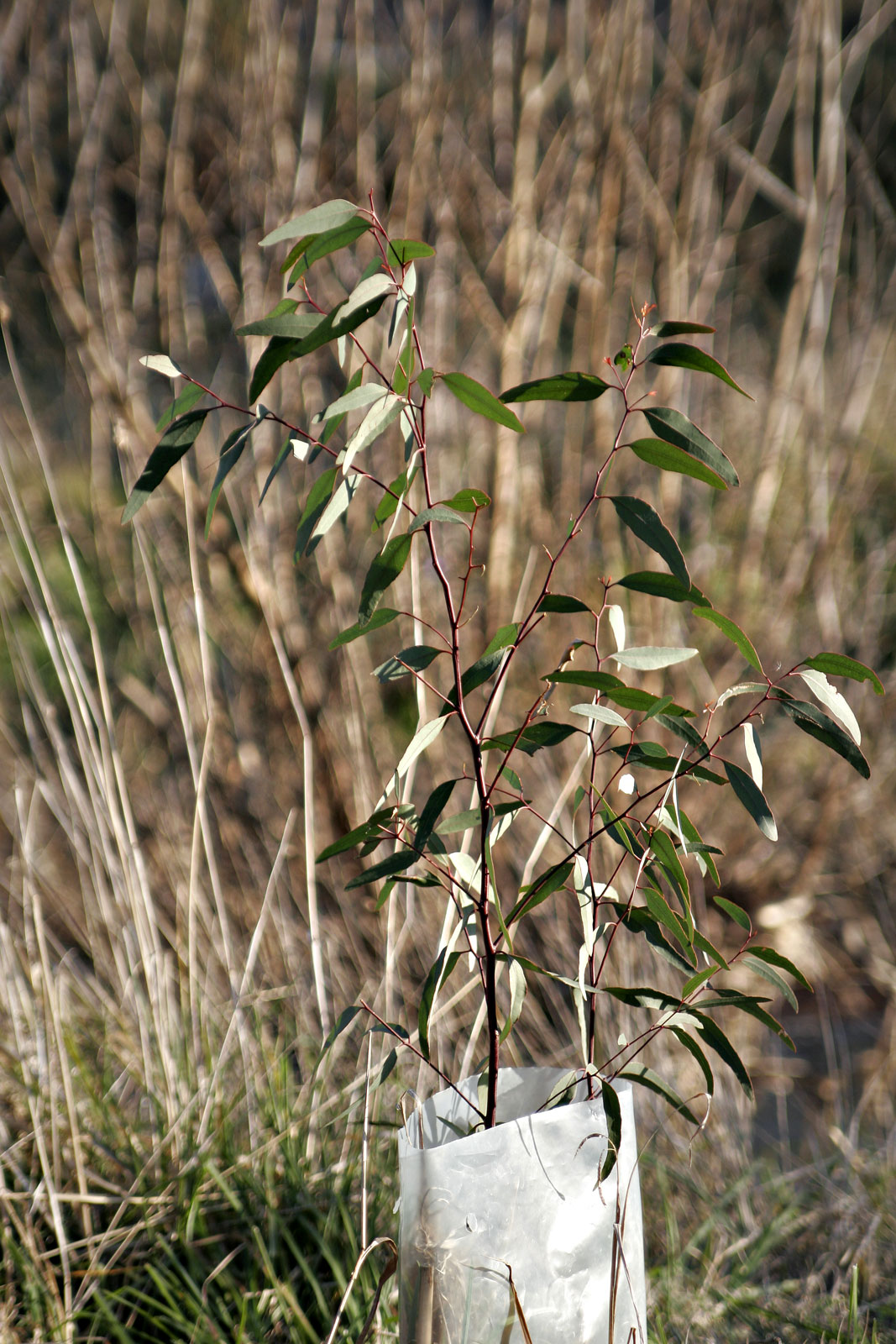
Replantio de eucalipto nativos na Austrália.

Pode referir-se também à exploração comercial madeireira. Em muitos casos, é citada como megassilvicultura. Um exemplo bem próximo é o desmatamento incontrolável da floresta amazônica.

## No Brasil
No Brasil, na atividade comercial de silvicultura se destacam o eucalyptus (em especial as espécies eucalyptus grandis, eucalyptus saligna, eucalyptus urophylla e eucalyptus viminalise) e o pinus (em especial o pinus elliottii, o pinus taeda e o pinus caribaea em menor escala), espécies que não são nativas do país.